# Alfonso Fraile Sánchez
Alfonso Fraile Sánchez (Madrid, 15 de gener de 1960) és un exfutbolista madrileny, que ocupava la posició de defensa.

## Trajectòria
Format al planter del Reial Madrid, a la temporada 81/82 hi debuta a la màxima categoria, en un encontre amb els del Santiago Bernabéu. Durant les tres campanyes següents hi serà suplent al conjunt madrileny, tot i que va sumar fins a 41 partits amb la samarreta blanca.
La temporada 85/86 marxa al Reial Saragossa, club en el qual hi disputaria set temporades, tot i que la darrera, la 91/92, la passaria inèdit. Va destacar especialment entre 1985 i 1989, període en el qual va ser titular en l'onze aragonès. En total, hi va disputar 153 partits amb el Zaragoza.
Després de retirar-se ha seguit vinculat al món del futbol. Entre 1996 i 2000 va ser secretari tècnic del RCD Espanyol, així com ajudant dels entrenadors Camacho i Miera. Amb el murcià es va incorporar a l'equip de la selecció espanyola de futbol entre el 2000 i 2006, tot desenvolupant diferents tasques. Comandant la selecció sub-19 hi va guanyar l'Europeu del 2006.

## Títols
- Copa del Rei: 1982, 1986
- Copa de la Lliga: 85/86
- Copa de la UEFA: 1986